# Dourtenga (departamento)
Dourtenga es un departamento de la provincia de Koulpélogo, en la región Centro-Este, Burkina Faso. A 1 de julio de 2018 tenía una población estimada de 13 717 habitantes.
Se encuentra ubicado cerca del río Volta Blanco y de la frontera con Ghana y Togo.